# Sint-Jozefkerk (Helmond)

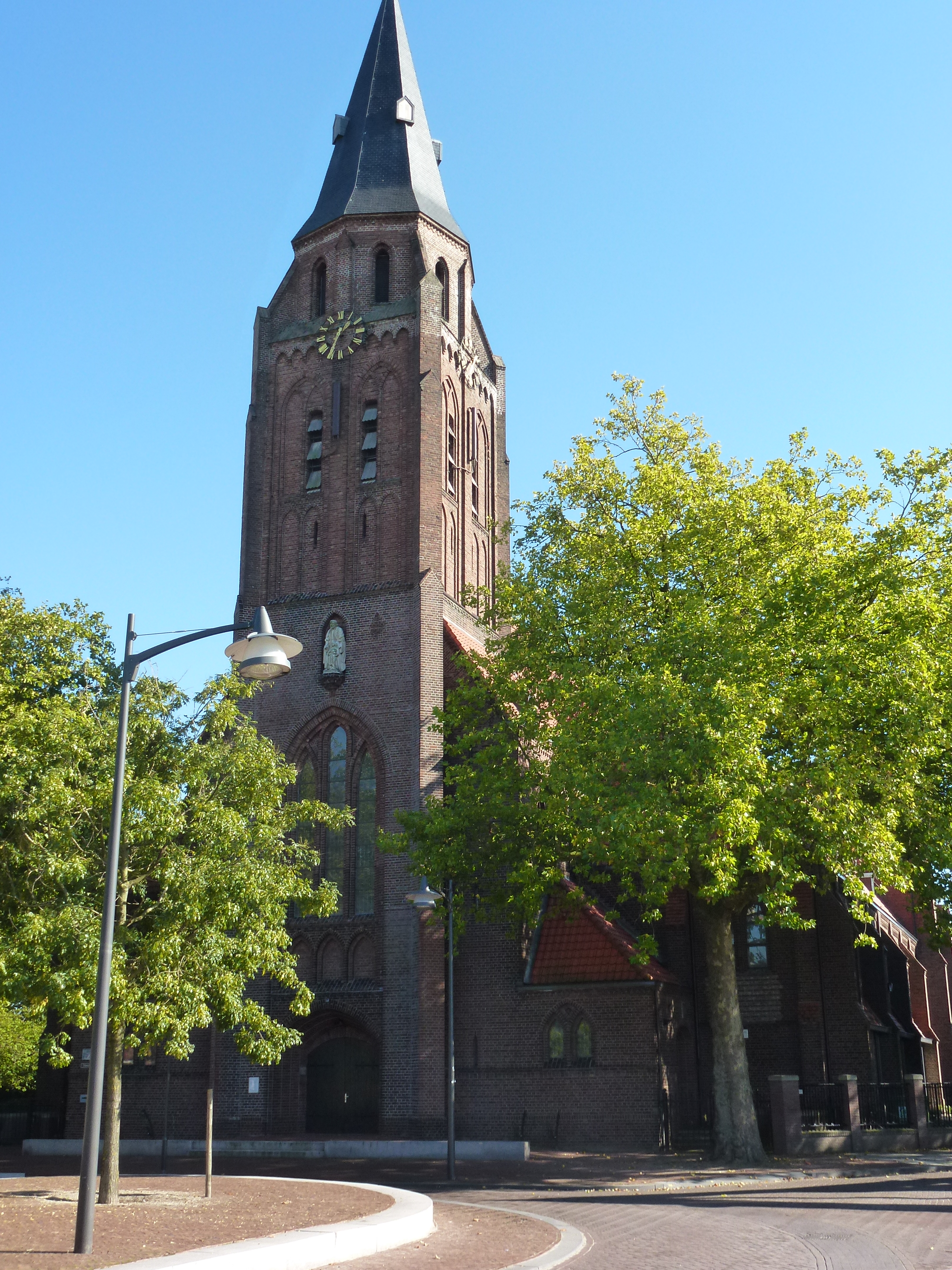
Sint-Jozefkerk

De Sint-Jozefkerk is een rooms-katholiek kerkgebouw aan Tolpost 1 te Helmond.

## Geschiedenis
Deze kerk werd in 1922 gebouwd naar ontwerp van Wolter te Riele. Men begon met het priesterkoor en drie traveeën, terwijl in 1926 nog twee traveeën werden bijgebouwd en de fundamenten voor de toren werden gelegd. De toren kwam gereed in 1927.
In 1993 werd de kerk gesplitst. De helft aan de torenzijde is nog in gebruik als kerk, terwijl de helft aan de koorzijde als kinderopvang wordt benut.

## Gebouw
Het grote bakstenen gebouw is een voorbeeld van late neogotiek. Het is een driebeukige basiliek met westtoren welke drie geledingen heeft en bekroond wordt door een achtkante spits. In het interieur vallen de witgepleisterde kruisribgewelven op. Het kerkmeubilair, de kruiswegstaties en de heiligenbeelden zijn neogotisch en stammen uit de tijd van de bouw van de kerk.
Het gebouw is geklasseerd als rijksmonument. Het staat op een opvallende plaats, waar de Heistraat zich symmetrisch splitst in de Bakelsedijk en de Prins Karelstraat.